# Adrian Nordlund
Anders Adrian Nordlund, född 16 juni 1831 i Vasa, död 1866 i Milano, var en finländsk operasångare (bas).
Adrian Nordlund föddes den 16 juni 1831 i Vasa, han var son till klockaren Anders Nordlund. Han gick i Vasa trivialskola 1839–1848 och blev student vid Kejserliga Alexanders Universitetet i Helsingfors 1851. Under studietiden i Helsingfors höll han konserter i staden och tjänstgjorde som den nybyggda Nikolajkyrkans förste kantor.
1857 antogs Nordlund till treåriga studier hos Julius Günther vid Operaskolan vid Kungliga Teatern i Stockholm. Han gjorde avbrott i studierna 1857 och 1858 för att turnera i Finland. Från januari 1859 till 1861 verkade han vid Kungliga Teatern, han debuterade som Sarastro i Trollflöjten.
Nordlund lämnade Stockholm 1862 för att studera plastik och mimik hos Karl Töpfer i Hamburg, det följdes av sex månader vid operan i Kiel med gästframträdanden i Berlin och Hamburg. Två av hans roller var Marcel i Hugenotterna och Raimando i Lucia di Lammermoor. Därefter följde två års studier hos Jean Jacques Masset vid Conservatoire de Paris, delvis finansierade av Nordlunds vän Zacharias Topelius. Masset imponerades av Nordlunds potential till den grad att han skrev en lysande rekommendation som renderade ett tvåårigt stipendium från Finlands regering.
Nordlund insjuknade 1864 i tuberkulos, återhämtade sig och inledde fortsatta studier i Milano. Han fick anställning på La Scala från och med hösten 1866 men hann aldrig tillträda då hälsotillståndet avsevärt förvärrats och han avled 35 år gammal i hjärnhinneinflammation den 27 juli 1866. Han är begravd i Italien.